# 欧洲E26公路
欧洲E26公路（E26）是欧洲的一条国际公路，全程在德国境内，起点为汉堡，终点为柏林，全长约277公里。

## 线路
欧洲E24公路穿过以下主要城市：

- 德国：汉堡 - 什未林 - 柏林